# Dědinka
Dědinka (německy Dörfl) je malá vesnice, část obce Troubelice v okrese Olomouc. Nachází se asi 2 km na jihozápad od Troubelic. V roce 2009 zde bylo evidováno 28 adres. V roce 2001 zde trvale žilo 56 obyvatel.
Dědinka je také název katastrálního území o rozloze 1,88 km2.